# Ugo Mulas
Ugo Mulas (Pozzolengo, 28 agosto 1928 – Milano, 2 marzo 1973) è stato un fotografo italiano.

## Biografia
Ugo Mulas nasce il 28 agosto 1928 a Pozzolengo in provincia di Brescia, da Pasquale, di origini sarde, maresciallo dei carabinieri, e da Carmela Nicolodi, di origini trentine. Nel 1948 dopo il liceo classico si trasferisce a Milano dove lavora come istitutore per mantenersi agli studi di giurisprudenza. Fra il 1951 e il 1952 si iscrive a un corso serale di disegno di nudo all’Accademia di Brera e inizia a frequentare il bar Jamaica, luogo di ritrovo di intellettuali e artisti. Terminati gli studi decide di non laurearsi “[...] perché temevo che mi sarei lasciato condizionare per sempre […] ho preferito rischiare di fallire di diventare uno spostato, uno senza mestiere […]”
Milano nel dopoguerra, la sua periferia, il Bar Jamaica e le sale d’aspetto della stazione Centrale dove trovano rifugio i senza tetto, sono i luoghi delle prime fotografie di Ugo Mulas.
Nel 1954 realizza il primo reportage ufficiale alla Biennale veneziana: “La mia attività ufficiale di fotografo è cominciata con la Biennale di Venezia del 1954; allora non avevo nessuna pratica, e nessun'arte. Ero partito da Milano con Mario Dondero senza una ragione precisa tranne che la voglia di avvicinare questo mondo in una maniera più coinvolgente”. Scrive Tommaso Trini: “Col primo servizio realizzato alla Biennale veneziana nel 1954 egli individua subito la sua relazione preferenziale con l’arte, mai trascurata nonostante il successo crescente e più redditizio che gli riserveranno anche i campi della moda, della pubblicità e del teatro, e stabilisce la scena di una lunga frequentazione che lo vedrà scattare a Venezia le sue ultime foto pubbliche nell’estate 1972. Non sono tanto gli oggetti d’arte ad attirarlo quanto i personaggi, la gente, il senso dell’evento. È il fotoreporter che movimenta attori e quinte della mostra a Venezia ritraendoli come su un palcoscenico.”
Nel 1955 le fotografie realizzate al bar Jamaica fra il1953 e il 1954 sono pubblicate nel settimanale “Tutti”; il servizio procura a Mulas una collaborazione stabile con la rivista “Settimo Giorno”. A Milano apre il suo primo studio fotografico: il rapporto con il laboratorio e la camera oscura saranno centrali nell’opera del fotografo, che curerà sempre personalmente la stampa delle proprie fotografie.
Nel 1958 incontra e sposa Antonia Bongiorno, «Nini». Antonia Mulas sarà la sua compagna di vita ma anche del mestiere e dell’arte, affiancandolo nella direzione di uno studio professionale che diviene un riferimento per una nuova generazione di fotografi.
Sempre nella seconda metà degli anni Cinquanta, parallelamente agli sviluppi del suo lavoro artistico, inizia a collaborare con il mondo dell'industria, della pubblicità e della moda. Dal 1955 al 1962 pubblica con Giorgio Zampa numerosi reportages per “L’Illustrazione Italiana”, diretta dall’amico Pietrino Bianchi. Tra il 1956 e il 1957 per la “Rivista Pirelli” e per “Domus”, inizia a curare articoli d’arte e di architettura; pubblica regolarmente servizi di moda sulle riviste “Bellezza” e “Novità” (in seguito “Vogue”). L’incontro con la stilista Mila Schön segna la nascita di una collaborazione artistica che durerà per tutta la vita del fotografo e che continuerà con Antonia Mulas. Nei primi reportages di moda “Mulas intreccia i suoi interessi, quello per l'arte e un certo senso neorealista ed etico, quello per il paesaggio urbano e il senso sociale del lavoro, che lo portano a evitare certe abitudini di quegli ambiti, della moda e della pubblicità in special modo, quindi a non esaltare il lusso…»”
Nel 1960, in occasione di una tournée a Mosca con il “Piccolo Teatro” di Milano, realizza un reportage indipendente; Mulas è testimone di una realtà allora quasi sconosciuta: «immagini che vogliono renderci partecipi di un modello esistenziale, di una vita di relazione, non dell’ironia di un giudice sovramesso o della retorica di una partecipazione asservita sul piano dell’ideologia». Per il teatro collabora regolarmente con Giorgio Strehler, con il quale pubblica le fotocronache di due pièces brechtiane rappresentate al “Piccolo”: “L’opera da tre soldi” (1961) e “Schweyk nella seconda guerra mondiale” (1962). Nel 1964, in occasione della messa in scena della “Vita di Galileo” di Brecht, Mulas mette a punto con Strehler una modalità di documentazione fotografica ispirata alla tecnica del drammaturgo tedesco, che rimase la sua prassi di rappresentazione dei lavori teatrali. Nel 1960 si allestirono le sue prime due mostre, la prima alla XIIª Triennale di Milano a cura dello storico dell’arte Lamberto Vitali e la seconda al “Piccolo Teatro” di Milano.
Nel 1962 pubblica “Invito a Venezia” monografia dedicata alla città con introduzione di Peggy Guggenheim e realizza il reportage della manifestazione “Sculture nella Città” per il quinto “Festival dei Due Mondi” di Spoleto. Giovanni Carandente, curatore del festival, riunisce oltre 50 scultori, alcuni fra loro realizzano le opere negli stabilimenti messi a disposizione per l’occasione dalle acciaierie “Italsider”. Mulas fotografa le fasi di produzione delle sculture e il loro inserimento nel tessuto della città. “Alcuni (scultori) scelsero degli stabilimenti molto moderni, molto attrezzati, David Smith scelse invece una vecchia fabbrica in abbandono a Voltri […] diceva che non ne aveva mai viste, non ne esistevano più di fabbriche così vecchie. Le macchine dei primi anni del Novecento avevano ancora delle forme antropomorfiche; sono macchine che sembra abbiano gambe, bocche, sessi, sembrano già da sole delle sculture... in nessun altro posto Smith avrebbe potuto fare quelle sculture, infatti, le intitolò tutte: Voltri I, Voltri II, ecc. ecc.…” Le fotografie fatte a Voltri saranno le protagoniste del volume a cura di Carandente “Voltron” pubblicato nel 1964 dall’Institute of Contemporary Art dell’università della Pennsylvania.
A Spoleto Mulas ritrova Arnaldo Pomodoro, conosce Pietro Consagra e Alexander Calder e inizia una amicizia che porterà alla realizzazione di una monografia per ciascuno di loro.
Sempre nel 1962 Ugo Mulas realizza una serie di immagini dedicate alla raccolta di poesie “Ossi di Seppia” di Eugenio Montale. “Ho proposto a un giornale di fare delle fotografie per illustrare dei versi di Montale, in particolar modo Ossi di seppia, versi che io avevo molto amato da ragazzo e che conoscevo quasi a memoria […]. Illustrare Ossi di seppia può sembrare facile però è anche facile cadere nella banalità perché alcuni versi sono già così visualizzati che tentare di renderli figurativamente con una foto non aggiungerebbe nulla al senso dei versi stessi, sarebbe solo una ripetizione. Io penso che l’illustrazione debba aiutare a capire il testo, debba aiutare a leggerlo…” “[…]Il mare, senza orizzonte, diventa assolutamente verticale, pare scendere dall'alto dell'immagine verso il basso [...]. Il rovesciamento dell'orizzontalità in verticalità è forte, quasi violento a volte, altre volte più sofisticato[...]. Ma non solo il mare è protagonista di questi paesaggi, anche la roccia, il suo opposto, per solidità, staticità, incombenza. Anche qui Mulas gioca su orizzontalità e verticalità”.
Nel 1963 la visita di Antonia e Ugo Mulas nella casa-atelier di Sachè in Francia segna la nascita del progetto fotografico dedicato allo scultore Alexander Calder che si concluderà con il libro pubblicato nel 1971. “L’ambiente, l'uomo, l'amicizia hanno influito, spesso in modo decisivo, sul mio lavoro, e Calder ne è stato un protagonista. Per lui volevo fare qualcosa di molto bello, volevo delle fotografie che fossero significative del suo atteggiamento, dell'aspetto giocoso della sua opera [...]. Dalle foto non doveva trasparire altra intenzione che quella di dichiarare il mio amore per la sua opera e la gioia che mi dava la sua amicizia. Un omaggio totale”.
Nel 1964, nello studio milanese di Lucio Fontana, Mulas realizza la serie di immagini intitolata “L’Attesa”: “Di tutte le fotografie, soltanto una serie praticamente fatta nel giro di una mezz'ora ha un senso preciso. Fino a quel momento l'avevo fotografato e basta, ora volevo finalmente riuscire a capire che cosa facesse. Forse fu la presenza di un quadro bianco, grande, con un solo taglio, appena finito. Quel quadro mi fece capire che l'operazione mentale di Fontana, che si risolveva praticamente in un attimo, nel gesto di tagliare la tela, era assai più complessa e il gesto conclusivo non la rivelava che in parte”.
L’incontro con la “Pop Art” presentata alla Biennale di Venezia nel 1964 spinge Mulas nell’autunno dello stesso anno a partire per gli Stati Uniti (dove ritornò a più riprese nel 1965 e nel 1967) per realizzare un reportage sulla scena artistica newyorkese. Scrive Germano Celant: ”Mulas si reca a New York e dilata l'orizzonte della sua costruzione e della sua interpretazione. Oltre ad interpretare se stesso, la sua passione, che si chiarisce, ora, anche attraverso il dialogo con il fotografo Robert Frank, come un linguaggio articolato e cosciente, arriva a "scrivere" un testo fotografico eccezionale, che nel 1967 diventerà il libro "New York, arte e persone". Volendo portare al massimo compimento l'esegesi per immagini di un entourage, che si affermerà quale leader dell'arte mondiale, Mulas lavora sul significato preliminare del dipingere di Jasper Johns, dà senso all'accumulo caotico di John Chamberlain, ricostruisce filologicamente il procedere scultoreo di George Segal, interpreta la neutralità e l'asetticità di Andy Warhol e permette infine lo sfogo teatrale, tipico dei suoi happenings, a Claes Oldenburg. L'arte di New York ed i suoi vati, tra cui il gallerista Leo Castelli e il teorico Alan Solomon, si offrono, accanto ai lofts dei collezionisti e degli artisti, come una serie di fenomeni individualisti, intersecati da princìpi professionali e dal gioco. Per decifrarli il fotografo documenta il loro mondo ignoto, lo fa diventare noto. Lo apre allo sguardo e gli dà chiarezza. Libera l'intimità dei loro segreti e delle loro matrici iconografiche, trasforma la presenza di Roy Liechtenstein in un fumetto, evidenzia l'impersonalità ossessiva del dipingere di Frank Stella, comunica l'amore del vuoto e del minimo di Barnett Newman.”
Nel 1967, tornato definitivamente in Italia, pubblica ”New York, the New Art Scene” e presenta la mostra “New York: Arte e Persone” alla galleria “Il Diaframma”. Esce il libro su Alik Cavaliere a cura di Guido Ballo. Segue le manifestazioni artistiche più importanti: a Foligno “Lo spazio dell’immagine”, a Venezia e a Milano le contestazioni del 1968 alla Biennale e alla Triennale, a Kassel “Documenta”.
Sperimenta nuove aperture tra arte e moda: “La fotografia è diventata intanto molto più essenziale, la scena quasi vuota, la modella, lo spazio, pochissimi altri elementi, nere sagome dipinte su pareti e pavimento, come ombre, giochi di ombre vere e finte, giochi di specchi […]”. Per Vogue Uomo posano nel suo studio, fra gli altri, Alighiero Boetti, Valerio Adami, Pino Pascali, Paolo Scheggi, Tommaso Trini, Lucio Fontana, Agostino Bonalumi, Ettore Sottsass, Luchino Visconti; per Mila Schön crea connessioni con diversi artisti, fra cui Lucio Fontana, Mario Ceroli, Alexander Calder.
Nel 1966 Mulas cura con Guido le Noci la riedizione del “Manifiesto Blanco” di Lucio Fontana.
Fra il 1967 e il 1969 Mulas stampa i primi grandi provini, rilettura dei reportages sugli artisti americani. Le opere mostrano intere sequenze fotografiche realizzate con i singoli artisti a metà degli anni Sessanta: si tratta di immagini di grandi dimensioni ottenute stampando a contatto varie pellicole o ingrandendo strisce intere di negativo.
In questi anni “[…] seppur continuasse ad essere sedotto dal linguaggio dell'arte, tanto da continuare i reportages sulla Biennale di Venezia, a ritrarre gli artisti al lavoro […] oppure a collaborare con essi per realizzare libri, come quelli di Alexander Calder e di Pietro Consagra, la ricerca di un "certo" sguardo sulla fotografia lo spinse ad andare verso il nucleo vitale del processo fotografico, là dove gli elementi si fanno primari ed essenziali.”
Nel settembre del 1969 documenta Campo Urbano: la manifestazione organizzata nel centro storico di Como da Luciano Caramel, che raccoglie alcuni protagonisti della neoavanguardia italiana. “Campo Urbano\ Interventi estetici nella dimensione collettiva urbana” è il libro realizzato da Ugo Mulas assieme a Bruno Munari con Luciano Caramel. Sempre a Como presenta una serie di stampe fotografiche montate su supporti lignei in grande formato di intere sequenze fotografiche delle performances e installazioni temporanee realizzate durante l’evento.
Collabora con il regista Virginio Puecher realizzando le scenografie per l’opera lirica “Giro di vite” di Benjamin Britten (Piccola Scala di Milano, 1969) e per il “Wozzeck” di Alban Berg (teatro Comunale di Bologna, 1969). Ugo Mulas sul “Giro di Vite” racconta a Carlo Arturo Quintavalle: “Quando tratti un tema con fantasmi […] non puoi fare delle foto naturalistiche. Ho cercato in Inghilterra un vecchio castello dove c’erano tutti gli ingredienti scenici necessari […]. Sono ricorso ad una elaborazione delle fotografie in laboratorio, ho fatto dei negativi il più possibile fedeli al senso del testo per poi caricarli di una suggestione artificiale, con un’operazione di camera oscura, di laboratorio…ho fatto delle ristampe su carta e poi ho solarizzato l’immagine quel tanto però da renderla ambigua.”
Sempre Mulas per il “Wozzeck”: “[…] abbiamo pensato di individuare quel punto dove la città non c’è più ma dove non c’è ancora la campagna, questa terra di nessuno, questo limite dove spesso si raccol¬gono baraccati, relitti della società […]. Sono fotografie di depositi di rifiuti, torri di metallo che portano la corrente elet¬trica alla città, le tracce lasciate dagli autocarri e dai bulldozer che stanno scavando delle nuove circonvallazioni, zone tutte dissestate dove non c’è ancora una strada, dove ci sono solo queste gigantesche impronte […] quel limbo”.
Ugo Mulas, per realizzare le scenografie del “Wozzeck”, ritorna nei luoghi che ha già fotografato nella prima metà degli anni Sessanta per i reportages industriali o per le sue ricerche sul paesaggio urbano, immagini che avrebbe poi voluto far confluire nel progetto “Un Archivio per Milano” (1970) ideato come produzione di immagini da mettere a disposizione di chiunque volesse compiere studi sulla città: “Della città vorrei fotografare soprattutto quello che non si conosce; cioè gli interni, le case, quello che non si vede o non si vuol vedere, o che non si vuol fare vedere, anche gli interni pubblici che non conosco, e anche quelli che conosco ma che non ho mai guardato con attenzione…fotografare tutto questo senza la gente; […] vorrei che fosse protagonista una certa struttura portante che chiamiamo città, una struttura inarticolata, che porta una folla anonima, che si ricambia ogni giorno, che ogni giorno passa, che ogni giorno è destinata a passare.” “Ecco subito la particolarità di questo progetto, tutt'altro che puramente realista, ma postconcettuale, come si direbbe oggi: mostrare non ciò che si vede, ma in esso ciò che non si vede o non si vuol vedere. “
Nel 1970 una grave malattia riduce bruscamente la sua attività e il progetto su Milano, non può essere realizzato “ma le poche immagini di cui disponiamo mostrano una sintonia con le ricerche fotografiche sul paesaggio urbano che si sarebbero sviluppate negli anni Settanta e Ottanta.”.
Nell’autunno del 1969 a Venezia fotografa i gioielli di Arnaldo Pomodoro: “Sceglie una modella di colore, perché meno accademica e convenzionale nelle forme …la scelta lo porta anche ad altri rimandi inevitabili: pensa allora alla scultura negra e all'influenza che ha avuto sull'arte d'avanguardia.”
Nel 1970 nel catalogo della mostra “Amore mio” (organizzata a Montepulciano da Achille Bonito Oliva) pubblica un’opera composta da sei variazioni di un provino che rappresenta la performance “Marcia funebre o della geometria”, realizzata da Paolo Scheggi a Campo Urbano.
“Rispetto ai provini sugli artisti pop in questo lavoro la prospettiva è rovesciata: il provino non è più lo strumento di controllo dell’operazione fotografica ma la verifica del negativo fotografico quale condizione di possibilità di qualsiasi documentazione.”
Il lavoro per “Amore Mio” anticipa la presentazione della “Verifica 1 - Omaggio a Niépce” alla quale Mulas lavora dal 1968 al 1970.
Nello stesso anno a Milano documenta gli eventi e le installazioni per il decennale del “Nouveau Réalisme” organizzato da Pierre Restany; a Roma fotografa la mostra “Vitalità del negativo nell’arte italiana 1960-70” curata da Achille Bonito Oliva al Palazzo delle Esposizioni, nelle cui sale effettua le riprese fotografiche per la Verifica 3 “Il tempo fotografico. A Jannis Kounellis.”. Nel 1971 alla Galleria dell’Ariete di Milano espone la “Verifica 1, Omaggio a Niépce” e la prima versione della “Verifica 2, Autoritratto per Lee Friedlander”. Nello stesso anno organizza la mostra “Künstler in New York 1964. Hommage a Alan Solomon” alla Kunsthalle di Basilea.
Nel 1970 fotografa a Pesaro la mostra di Arnaldo Pomodoro “Sculture nella Città”: “La colonna è un elemento figurativo, e si inserisce bene in un contesto architettonico, anche se Arnaldo se ne serve per fare un discorso critico sulla monumentalità in se stessa: credo che il titolo che Pomodoro dà a queste colonne spezzate, «movimento di crollo», significhi proprio la fine di un mondo, di una civiltà monumentalistica.”
Sempre nel 1971, porta a termine il volume su Alexander Calder, di cui realizza anche il progetto grafico; pubblica “Lo spazio inquieto”, libro sulle sculture di Fausto Melotti con testi di Italo Calvino, Fausto Melotti e Paolo Fossati.
In questi anni Ugo Mulas intensifica l’indagine critica sul proprio lavoro, analisi che costituisce il senso delle “Verifiche”: un insieme formato da 14 opere, strutturato in immagini e testi, volte a definire la materia fotografica e i suoi codici tecnici, linguistici, etici.
Scrive Germano Celant: "Mulas riesce a restituire al fotogramma una vita nascosta. Fa irrompere sulla carta sensibile il fuoco di un essere autonomo, che aveva dimenticato se stesso, divorato dall'occhio dell'altro. Nascono allora le "Verifiche", fotografie nude e naturali, che vanno sino al fondo delle immagini. Quest'ultimo insieme, (a cui lavorò) sino al 1972, cerca di enfatizzare la graduale scomparsa del soggetto Mulas a favore dell'idea, del concetto e del processo fotografico."
Nei primi anni del 1970 Mulas inizia la stesura del libro “la Fotografia”, curato da Paolo Fossati con la collaborazione di Antonia Mulas. Il libro presenterà un’esemplare selezione di immagini introdotte da commenti con i quali Mulas consegnerà gli strumenti fondamentali per la comprensione della sua opera.
Nel 1972 registra con Pietro Consagra il dialogo che accompagnerà “Fotografare l’arte”: antologia di immagini sull’opera dello scultore con l’introduzione di Umberto Eco: “Così il dialogo tra uno Scultore e il suo Fotografo esce dal novero delle conversazioni private e si fa documento sulle ambiguità, sulla difficoltà, sul dolore, sulla gioia e sulla felicità di fare arte.”
Sempre nel 1972 presenta alla galleria Multicenter di Milano il portfolio “Marcel Duchamp” e pubblica alcune riflessioni teoriche che integrano il progetto delle Verifiche “aprendo così anche in Italia una stagione di nuovo confronto tra arte contemporanea e fotografia.”
Fra il 1971 e il 1972 insegna Fotografia all’Università di Parma dove, fino ai primi mesi del 1973, organizza con l’amico e curatore Arturo Carlo Quintavalle una retrospettiva della sua opera.
Nella sua abitazione e studio muore a Milano il 2 marzo 1973.
Il 21 aprile del 1973 viene pubblicato il libro “la Fotografia” (Einaudi, Torino 1973).
Nel mese successivo si inaugura la retrospettiva a Palazzo della Pilotta: “Ugo Mulas. Immagini e Testi” all’istituto di Storia dell’Arte dell’Università di Parma; è esposta per la prima volta la serie completa delle “Verifiche”. Le immagini selezionate per il catalogo “Ugo Mulas. Immagini e Testi” a cura di Carlo Arturo Quintavalle, sono introdotte da una lunga intervista autobiografica.
Nel giugno del 1973 viene pubblicato il libro realizzato con Pietro Consagra “Fotografare l’arte”.
“Critico raffinato e anticipatore sensibile del nuovo statuto estetico e concettuale dell’arte, Mulas intese la fotografia quale ambito imprescindibile per indagare gli sviluppi più fecondi della scena contemporanea. Fu il primo fotografo italiano a costruire una strategia critica del proprio lavoro: in questo senso la sua opera non può essere giudicata solamente dalle immagini ma va intesa come un complesso progetto che si concluse, alla fine della sua vita, con la realizzazione delle Verifiche e la pubblicazione di una serie simultanea di opere autobiografiche e autocritiche. Libri come La fotografia, a cura di Paolo Fossati e, Fotografare l’arte, scritto in dialogo con Pietro Consagra, sono strumenti imprescindibili per comprendere l’opera del fotografo, dell’artista e del critico.”
Indice delle Verifiche
- Le verifiche 1971-1972
  - 1. Omaggio a Niepce.
  - 2. L'operazione fotografica. Autoritratto per Lee Friedlander.
  - 3. Il tempo fotografico. A Jannis Kounellis.
  - 4. L'uso della fotografia. Ai fratelli Alinari.
  - 5. L'ingrandimento. Il cielo per Nini.
  - 6. L'ingrandimento. Dalla mia finestra ricordando la finestra di Gras.
  - 7. Il laboratorio. Una mano sviluppa, l'altra fissa. A Sir John Frederick William Herschel.
  - 8. Gli obiettivi. A Davide Mosconi, fotografo.
  - 9. Il sole, il diaframma, il tempo di prova.
  - 10. Il Formato. foto non realizzata
  - 11. L'ottica e lo spazio. Ad Arnaldo Pomodoro. foto non realizzata
  - 12. La didascalia. A Man Ray.
  - 13. Autoritratto con Nini.
  - 14. Fine delle verifiche. Per Marcel Duchamp.

## Gli artisti fotografati da Mulas
È vasto l'elenco degli artisti, pittori, scultori letterati e scrittori ma anche galleristi e uomini di cultura in genere che Ugo Mulas ritrasse nella sua ventennale attività di fotografo. I suoi scatti si trovano oggi sparsi all'interno di una imponente serie di volumi, molti dei quali nati dalla diretta collaborazione tra artista e fotografo, a testimonianza dello speciale rapporto che sapeva stabilire con i personaggi che ritraeva.
Elenco alfabetico di alcuni degli artisti ritratti da Ugo Mulas: Karen Blixen, Alighiero Boetti, Bertold Brecht, Tino Buazzelli, Alberto Burri, John Cage, Alexander Calder, Eugenio Carmi, Carlo Carrà, Tino Carraro, Enrico Castellani, Alik Cavaliere, Marc Chagall, John Chamberlain, Christo, Pietro Consagra, Giorgio De Chirico, Eduardo De Filippo, Jim Dine, Marcel Duchamp, Max Ernst, Agenore Fabbri, Luciano Fabro, Nino Franchina, Lucio Fontana, Lee Friedlander, Alberto Giacometti, Richard Hamilton, Jasper Johns, Jannis Kounellis, Roy Lichtenstein, Fausto Melotti, Milly, Joan Miró, Eugenio Montale, Marianne Moore, Barnett Newman, Claes Oldenburg, Pier Paolo Pasolini, Beverly Pepper, Michelangelo Pistoletto, Arnaldo Pomodoro, Giò Pomodoro, Salvatore Quasimodo, Robert Rauschenberg, Antonio Ria, James Rosenquist, George Segal, Gino Severini, David Smith, Frank Stella, Cesare Tacchi, Totò, Giuseppe Ungaretti, Veruschka, Luchino Visconti, Federico Fellini, Vittorio De Sica, Andy Warhol, Tom Wesselmann, John Coltrane, Gianni Agnelli, Man Ray, Ella Fitzgerald, Keith Richards, Valentino (stilista), Giorgio Gaber, Raffaele Carrieri, Mina (cantante), Piero Manzoni, Achille Bonito Oliva, Giorgio Zampa, Michelangelo Pistoletto, Oriana Fallaci, Carlo Dapporto, David Smith (scultore), Dino Paolini, Alberto Sordi, Tinto Brass, Claudia Cardinale, Maria Callas, Robert Frank, ecc.